# Touchpad

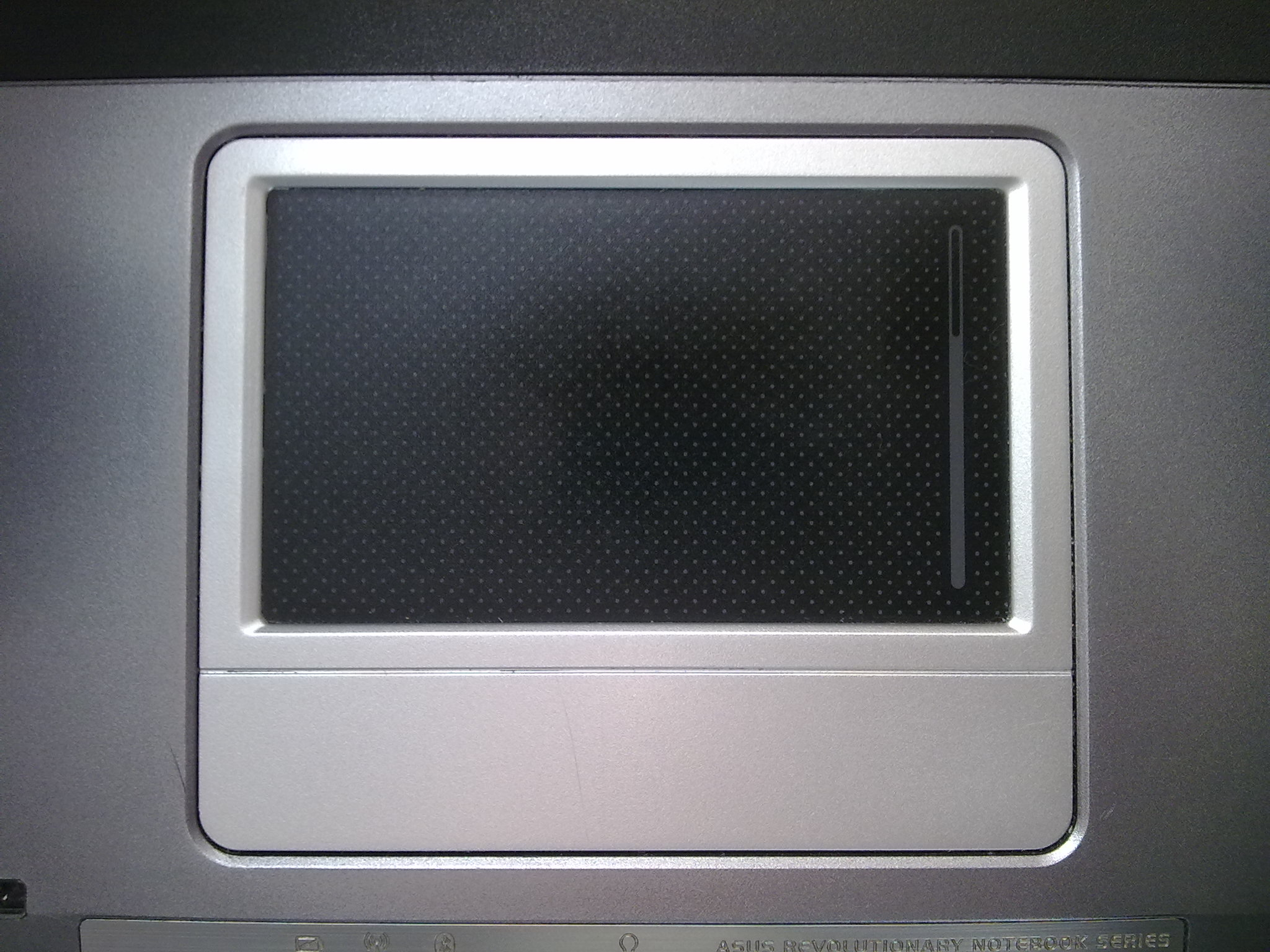
Un touchpad Synaptics

In elettronica e informatica il touchpad o trackpad è un dispositivo di input presente nella maggior parte dei computer portatili, utilizzato in sostituzione del mouse per spostare il cursore captando il movimento del dito dell'utente sulla sua superficie liscia; rispetto al mouse ha il vantaggio del ridotto ingombro e lo svantaggio in genere di una minore libertà, facilità e comodità di movimento.

## Funzionamento

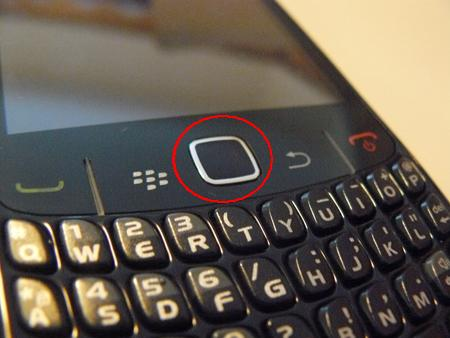
TrackPad su uno smartphone BlackBerry di RIM

Il principio di funzionamento del touchpad si basa sul fenomeno fisico denominato capacità elettrica; il dispositivo, grazie a dei sensori, percepisce il movimento del dito utilizzando la misura della sua capacità (il dito è un conduttore elettrico). I sensori sono posizionati lungo l'asse orizzontale, verticale e diagonale e vengono utilizzati per rilevare l'esatta ubicazione del dito sulla sua superficie; più precisamente sotto la superficie visibile del touchpad sono posizionate due griglie separate da dielettrico. 
Le griglie sono formate da una serie di conduttori paralleli e sono disposte l'una perpendicolarmente all'altra; poggiando un dito sulla superficie esterna del touchpad (tavola di appoggio), questo fa cambiare la capacità tra due singoli conduttori componenti ciascuna griglia mediante gli stessi sensori. Il touchpad non percepisce invece la presenza di una matita perché essa non fa cambiare la capacità.
Se si ha un dito umido e/o sudato, i sensori potrebbero non riconoscere correttamente il suo movimento poiché è difficoltoso misurare la capacità tra di essi; oltre alla superficie, di forma quadrata o rettangolare, vi sono due tasti i quali hanno la medesima funzione dei tasti di un normale mouse.
Il trackpad dello smartphone BlackBerry è invece di tipo ottico ed è più paragonabile ad un mouse ottico, dato che si basa sullo stesso principio di funzionamento.
La connessione logica del driver di un touchpad con il chipset di un notebook è di tipo PS/2 (quella fisica con la scheda madre è con cavetto FCC). Solitamente un touchpad ha IRQ 12.

### Anomalie
Una delle anomalie HW a volte ricorrenti è quella di instabilità del cursore o totale sua assenza a batteria in carica o batteria montata (per i notebook con batteria smontabile) e altre similari. Essendo il touchpad un dispositivo capacitivo, qualora ci siano delle dispersioni di corrente, potrebbe essere soggetto a interferenze provenienti dai campi elettromagnetici generati dall'alimentazione. Un'altra causa (di tipo meccanico), specie per i portatili che vengono spesso movimentati e subiscono piccoli urti o scossoni, è che diventa instabile (movimenti a scatti, rallentamenti, blocco momentaneo) per usura o parziale distacco dell'aggancio fisico del connettore del cavetto del touchpad alla relativa porta della scheda madre: questo genera anomalie di funzionamento spesso scambiate per difetti del driver specifico. Non è raro che dando dei leggeri colpetti nella parte posteriore del notebook (in corrispondenza del touchpad), il funzionamento ritorni regolare ma sino a quando non si agirà sulla causa (il corretto montaggio o sostituzione del connettore interno) rimarrà un rimedio provvisorio.
A livello SW l'anomalia più frequente è la non compatibilità (totale o parziale) dei driver del touchpad con il sistema operativo (o con altri dispositivi per cui nasce un conflitto), specie in occasione di aggiornamenti dell'uno o dell'altro. Sino a quando il bug non è risolto dal produttore del driver (ovvero del touchpad), l'utilizzatore deve usare il mouse o un driver basico del sistema operativo.